# Vandtårnet på Randersvej
Vandtårnet på Randersvej eller Det Gamle Vandtårn er et 38 meter højt tidligere vandtårn i den nordlige del af Aarhus, opført i 1907-08. Det ligger på Randersvej ved Christiansbjerg, hvor vejen krydser Ringvejen. Vandtårnet er med sine over 100 år det ældste i Aarhus-området og desuden et af få endnu bevarede.
Tårnet var i funktion som vandtårn til 1980 og havde kapacitet til 200 kubikmeter vand. Efter driftens ophør solgte Aarhus Kommune tårnet til Fonden Vandtårnet på Randersvej. Siden blev Aarhus Kommune igen ejer og lejede det i en periode ud til Århus Akademi, som i 2009 købte tårnet.

## Historie
Efter en periode fra 1900-1904 næsten uden befolkningstilvækst i Aarhus-området indtrådte der i årene 1904-1907 en opgangsperiode med stigende indbyggertal. I denne periode blev jordene fra gården Katrinebjerg i det nordlige Aarhus bebygget. I området blev beboerne og grundejerne på Christiansbjerg kun forsynet med brøndvand, som ifølge en undersøgelse fra 1901 var sundhedsfarligt. Der var heller ikke vand nok til at dække behovet, hvilket resulterede i at folk stjal vand fra hinandens brønde. Kommunen modtog derfor i de første år af det 20. århundrede flere ansøgninger om at få tilført vand fra Aarhus Vandværk. Ansøgningerne fik dog ikke højeste prioritet, da det kun var småfolk, der beboede området, og ressourcerne blev brugt andetsteds.
Efter en grundig behandling blev byrådet dog enige om, at man skyldte beboerne i både Christiansbjerg- og Katrinebjerg-områderne at forsyne dem med frisk vand. Da begge disse områder lå for højt til, at det kunne ske med det daværende vandtryk, besluttedes byrådet i juni 1905 at opføre et vandtårn med tilhørende pumpehus på en kommunal grund ved Højvang på koten 81,2 m. Vandtårnet skulle levere vand til den såkaldte trykzone III – et område i det nordlige Aarhus omtrent nord for Ringgaden. Opførelsen påbegyndtes i foråret 1906. Det færdige resultat var med til at forbedre hygiejnen i området og var startskuddet til Christiansbjergs forvandling fra et ilde set område til en accepteret bydel, som kunne forsyne sig selv uden at være afhængig af de "finere" bydele.
I sine første knap fyrre år modstod vandtårnet vejrets påvirkning og havde kun krævet få reparationer. I 1945-46 blev det dog nødvendigt at foretage en større reparation af murværket, som var skørnet, og af cementafdækningen på øverste afsats, som havde slået revner ved frostsprængninger. Sidst i 1947 blev desuden tanken repareret og malet, hvilket samtidig betød en ekstraordinær rensning af den.

### Nyere tid
I 1980 blev driften af vandtårnet indstillet, da tårnet efter kommunesammenlægningen var blevet overflødigt, og Aarhus Kommune overdrog i 1989 vederlagsfrit tårnet til den selvejende institution Fonden Vandtårnet på Randersvej. Der blev indgået en lejekontrakt for vandtårnsgrunden med en bestemmelse om, at kommunen vederlagsfrit kunne kræve tårnet tilbageskødet efter 30 år.
Fonden oprettede projektet "Unge i Vandtårnet", der fokuserede på integration og aktivering, især af unge med anden etnisk baggrund end dansk, og fik støtte fra Integrationsministeriet til det. Projektet, der havde en række pædagoger tilknyttet, havde som mål at opnå integration og aktivering gennem fysisk arbejde og stabile rammer, og da vandtårnet havde brug for både istandsættelse og ombygning, var det velegnet som projektets væsentligste aktivitet. Der var dog også andre aktiviteter i projektet, bl.a. et samarbejde i en kapsejladsbåd. 
Det mest betydende arbejde ved istandsættelsen og ombygningen var at fjerne vandbeholderen og at indrette etager i tårnet, så der kom rum med forskellige brugsmuligheder. Det gik i gang i starten af 1990'erne og blev dels foretaget af professionelle håndværkere, der fjernede vandbeholderen, støbte etageadskillelsen, ordnede kloakeringen samt andet krævende arbejde, og dels af projektets unge, der stod for indretning, gulvlægning, isolering, renovering o.l. med hjælp fra fagfolk. Ombygningen af tårnet overskred den oprindelige tidsplan, men var færdigt i midten af 1990'erne, hvorefter tårnet stod som en rund etagebygning med køkken, toiletter, festsal o.a.
Da fonden lukkede i foråret 2005, overtog kommunen vandtårnet igen. Kommunen bestemte sig for at sælge det, da den ikke fandt et passende formål at anvende det til. Tårnet blev dog for en tid lejet ud til Århus Akademi, der i 2009 har købt vandtårnet for 4,8 millioner kroner.

## Arkitektur
Bygningen er tegnet af arkitekten Charles Wissing og er i alt 38 meter høj. Den har en høj sokkel af granitkvadre, hvorpå selve tårnet er bygget i røde teglsten. Fra begyndelsen var der uenighed om, hvorvidt man skulle spare på ressourcerne til materialer og vælge armeret beton frem for mursten, som var noget dyrere. Det blev dog afgørende, at et murstensbyggeri ansås for kønnere, og at der kun var få og ikke så gode erfaringer med tætheden og holdbarheden af betonkonstruktioner. Dertil kom, at man ikke kunne få håndværkere fra byen til at bygge i det nye materiale.
Taget er kegleformet og dækket af kobber med en vindfløj og en lanterne på toppen. Også her var der kontroverser om materialevalget inden opførelsen. Kobbertaget blev dog til slut foretrukket frem for det billigere zinktag på grund af holdbarheden.
En trappe med tre trin i cement fører op til indgangsdøren, som vender mod nordøst. I den nedre del af tårnet er der på begge sider af indgangsdøren 2 vinduer med gitre for. Gitrene er i metal og udformet som tårnet. I den nedre del findes desuden 6 rektangulære vinduer uden gitre for. I tårnets midterste del er vinduerne buede i toppen. Over indgangsdøren findes et relief af årstallet for opførelsen og et af Aarhus byvåben.
Vandbeholderen, som tårnet var udstyret med, kunne indeholde 200 kubikmeter vand (1500 td.) og var af jern. Ved vandbeholderen fandtes et kontrolpanel, hvor man kunne aflæse vandstanden. 
Den indre indretning af tårnet har ændret sig meget fra dengang, det brugtes som vandtårn, til i dag. Det mest bemærkelsesværdige ved den forrige indretning var galleriet på øverste etage rundt om vandbeholderen. Herfra kunne man udbedre eventuelle skader på beholderen og havde desuden udsigt over hele byen. Tårnet har fire etager, som tidligere var opbygget af plankeværk, men som blev støbt i forbindelse med renoveringen i starten af 1990'erne samtidig med, at den indvendige trappe blev muret.

### Omgivelser
Vandtårnet er beliggende på et af de højeste områder i Aarhus ved krydset mellem Randersvej og Hasle Ringvej. I tårnets første år stod det isoleret med åbne marker omkring sig, hvor man holdt alt fra gæs til grise.
Tårnet står nu som det eneste i området i gammel stil ved siden af moderne bygninger, som bruges af Århus Akademi. Stedets stil er dog forsøgt bevaret, bl.a. i den brolægning, der fører op mod gruspladsen. 

### Pumpen
I begyndelsen blev vandet pumpet op til tårnet fra vandværkets pumpestation bag Ceres-bryggeriet, men i 1940 blev en pumpestation ved Vestre Ringgade oprettet, og fra den 10. december oppumpedes vandet herfra. Vandet blev herefter pumpet op i vandbeholderen af en dieseldrevet pumpe på 10 HK, der var placeret i pumpehuset ved vandtårnet.

## Kulturelle tiltag
I sine tidlige år før 1. verdenskrig var området omkring tårnet samlingssted for ungdommen i byen, hvor der bl.a. blev underholdt med sang.
Efter at det blev taget ud af brug som vandtårn, har tårnet været brugt til forskellige kulturelle arrangementer. I 1990'erne var det ramme om flere kunstudstillinger, hvor danske kunstnere udstillede deres malerier øverst i bygningen. Dette gav anledning til tilnavnet "Galleri Ovenpå". Aarhus Kulturpulje og Det Kriminalpræventive Råd gav i 1994 og '98 kunstneren Lene Friislund støtte til at lave nyudsmykninger i vandtårnet. I 1999 indledtes en række årligt tilbagevendende udstillinger i påsken, hvor to kunstgrupper med fokus på henholdsvis glaskunst og malerier udstillede sammen. Flere kunstnere har udstillet i det gamle vandtårn, heriblandt Monica Ritterband.
Vandtårnet har desuden været vært for en koncert med Folk og fisk, et folkemusikband fra Nordjylland. Bandet afholdt koncerten i forbindelse med deres andet studiealbum, 20 år på bunden.